# أميريكو غاليغو
أميريكو غاليغو (بالإسبانية: Américo Gallego) (مواليد 25 أبريل 1955) هو لاعب كرة قدم. يلعب مع منتخب الأرجنتين لكرة القدم. سبق له أن لعب في كأس العالم لكرة القدم مع منتخب بلاده.

## مسيرته الكروية
لعب أميريكو غاليغو خلال مسيرته الاحترافية مع ناديين في ستة عشر موسمًا وسجل خلالها 35 هدفًا ضمن 442 مباراة. ولم يفز بأي موسم بالكأس وفاز في ثلاثة مواسم بالدوري.
خاض أميريكو غاليغو مسيرته مع FC Barcelona (beach soccer) ‏ في موسم 1974 ليلعب معه ثمانية مواسم، مشاركًا في 262 مباراة سجل خلالها 25 هدفًا. ثم انتقل إلى نادي ريفر بليت في موسم 1981 ليلعب معه ثمانية مواسم، حيث شارك في 180 مباراة سجل خلالها 10 أهداف.

## روابط خارجية
- أميريكو غاليغو على موقع الاتحاد الدولي (مؤرشف)  (الإنجليزية)
- أميريكو غاليغو على موقع الاتحاد الأوربي (الإنجليزية)
- أميريكو غاليغو على موقع إي إس بي إن إف سي (الإنجليزية)
- أميريكو غاليغو على موقع قاعدة بيانات كرة القدم.إي يو (الإنجليزية)
- أميريكو غاليغو على موقع بيانات كرة القدم. دي إي (الألمانية)
- أميريكو غاليغو على موقع ليكيب (الفرنسية)
- أميريكو غاليغو على موقع ناشيونال فوتبول تيمز (الإنجليزية)
- أميريكو غاليغو على موقع Soccerbase.com (لاعب) (الإنجليزية)
- أميريكو غاليغو على موقع عالم كرة القدم.نت (الإنجليزية)